# PL-15
De PL-15 (NAVO-codenaam CH-AA-10 Abaddon) is een hypersonische met radar geleide lucht-luchtraket van China.
De taak zou zijn AWACS en tankvliegtuigen uit te schakelen.
De raket is vergelijkbaar met de Amerikaanse AIM-120 AMRAAM.
Er zijn vier varianten:
- PL-15 standaard versie met 200-300 km bereik
- PL-15E exportversie met 145 km bereik, getoond op de Zhuhai Airshow van 2024.[3]
- PL-15E met opvouwbare vinnen, zodat er 6 in plaats van 4 in het wapenruim van de Chengdu J-20 passen
- PL-16 verbeterde versie met opvouwbare vinnen zodat er 6 in het wapenruim van de Chengdu J-20 passen, maar zelfde specificaties als PL-15.[4][5][6]

Op 7 mei 2025 schoot een Chengdu J-10 van de Pakistaanse luchtmacht met een PL-15 lucht-luchtraket een Dassault Rafale van de Indiase luchtmacht neer boven het betwiste grensgebied Kasjmir.